# Holéczy Mihály
Holéczy Mihály (Komárom, 1795. október 16. – Nagyszokoly, 1838. március 29.) evangélikus lelkész és esperes.

## Élete
Iskoláit szülővárosában és a pozsonyi evangélikus líceumban járta. Visszament Komáromba, hogy 1814. július 5-től elfoglalja tanítói (praeceptor) állását a komáromi egyházközség iskolájánál. 1815. november 1-től rector lett, de már 1816. február 19-én más töltötte be helyét és ő Csákvárra távozott rectornak, onnét pedig Nagyszokolyba (Tolna) ment lelkésznek.
Foglalkozott többek között a komáromi vár leírásával is.

## Művei

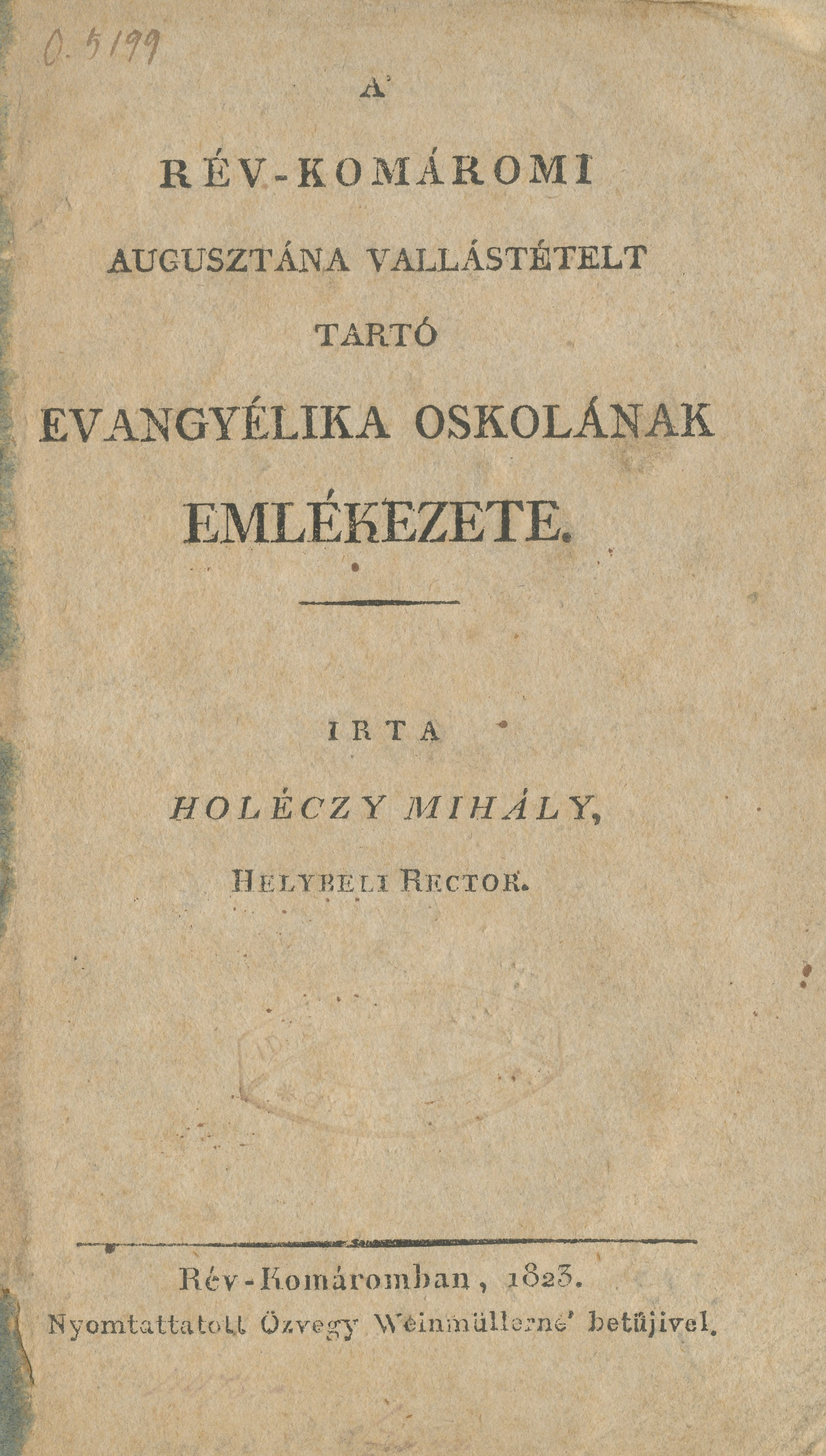
A rév-komáromi augusztána vallástételt tartó evangyélika oskolának emlékezete

Költeményeket írt a Szépliteraturai Ajándékba (1821–1827), a Felső-Magyarországi Minervába (1825/XII), a Koszorúba (1829–1832, 1838); cikkeket a Tudományos Gyűjteménybe (1824, franciául közölte Férussac, Bull. Scient. Nat. XVIII. 1829. 195. l., 1826/IV. A Vértesekben talált kővé vált fogról, VII. A majki klastrom időnkben. 1827. IX. Mozárt élete, 1828. I. Portugalliai Henrik, 1829. I, V. A martinestyei viadal, XII. Zsidó barátok Sziriában, 1830. VII. A selyemtenyésztés története s jelen való állapotja Tolna vármegyében, X. Qu. Horatius Flaccus és könyvismertetés, 1831. IV. Amerikai egyesült államok vallás tekintetében, VII. Egy gondolat az üstökösökről, 1682, X. Az első dolgok. 1833. I. Amerikát az ó-kor esmérte. VI. A havi s héti napok magyar nevezetéről, X. Mahomet a koránról a koránban, XI. A régiek baziliszkusának lehető származásáról, XII. Belgrád hadi történetei, 1834. I. Melyik médiai király Arphaxard? III. A magyar nemzet értelme, VI. A szabadító-háború Dunán-túl, VII. Aba Sámuel, 1835. VI. A szabadító-háború Dunán és Tiszán innen, VIII. Kempelen Farkas automatjai, IX. Herodot a Scythákról, X. Szentmártonyi Ignácz csillagász hazánkfia Lissabonban, Chladni német természettudós hazánkfia, Gieseke, Hummel, Palugyánszky Mihály, 1836. II. MO HERIAM di PESCEIORUM TUNIATI, III. Szent Tamás apostol Amerikában, VI. Az egyiptomi történetnek melyik periodusához tartozik az exodus?, VII. A szabadító háború Tiszántúl, 1837. I. A nagy Fridrik esméretéhez adatok, IV. Valami a veres barátról, V. Karinthiában a magyarok Althofennél és Bleiburgnál, A holttenger, IX. Wieliczkai és bochniai sóaknákról, XI. Az aranykert, 1838 X. Thüringen-hesszeni Erzsébet; kivonatokat közölt 1828–29-ben az Allg. Kirchen-Zeitungból és 1828, 1832, 1837-ben könyvismertetéseket); egy anakreoni versezetét közli a Figyelő (XX. 163.) Kolmár Józsefnek, Vigasztalás szava a keserűség napjaiban. Keszey Klára asszonynak várbogyai Csepy Zsigmond... élete párjának... koporsója felett mondott prédikáczió apr, 17. 1815. Rév-Komáromban cz. füzetéből.
- 1821 Körültekintés a komáromi várban. Szépliteraturai Ajándék
- 1823 A rév-komáromi augusztána vallástételt tartó evangyélika oskolának emlékezete. Rév-Komárom
- 1824 A komáromi földindulások. Tudományos Gyűjtemény V
- 1825 Rév-Komáromnak esmertetése. Tudományos Gyűjtemény V
- 1825 Talan, Telen és Atlan, Etlen Tagadókról (kézirat)
- 1826 Zrinyi Miklósnak a vadkan által elesettnek lélek-képe s halál-évében tettei. Tudományos Gyűjtemény IX
- 1826 Nedeczi és szentbékalyai állítólagos római régiség tréfás megfejtése IX
- 1826 Óda b. Podmaniczky Károly úrhoz, midőn a Duna tulsó kerületi aug. vallástételt tartó evang. superintendentiában a főinspektorságot fölvette. Pest
- 1827 A francziák Pozsonynál 1809-ben. Tudományos Gyűjtemény X
- 1828 Eugeniusnak a zentai ütközetről Leopoldhoz írott levele, és a meghaltakról s megsebesettekről kiadott tudósítás. Tudományos Gyűjtemény VIII
- 1829 Bregetiumi és Báróczházi régiségek. Tudományos Gyűjtemény IV
- 1830 Nyomozások a czigányokról. Tudományos Gyűjtemény VI
- 1831 Emlékoszlop a hét esztendős háborúról. Tudományos Gyűjtemény VIII
- 1831 Mahometnek Tököly Imrét magyar fejedelemségbe igtató levele. Tudományos Gyűjtemény IV
- 1834 Az ugynevezett prágai táblák ügyében Horvát István ellen. Kritikai Lapok IV.
- 1838 A szabadító háború Magyarország határain kívül, 1680–1699. Tudományos Gyűjtemény I

Losonczi István, Hármas Kis-Tükör cz. munkáját új rendszerben kiadta... és a dunántúli kerületi evangelikusok Névtárát 1834-re szintén kiadta saját költségén.
Kézirati munkái: Vegyes tárgyú kéziratai 1823–27. 4rét 32 levél és Zrinyi Ilona Munkácson 1829., ehhez: Óda a pozsonyi magyar társasághoz 4 rét 15 levél és levele Horvát Istvánhoz, Csákvár, 1826. okt. 2. (a Magyar Nemzeti Múzeumban); egy verses kötete van gyűjteményemben 1813-ból 8rét 106 lap, melynek táblájára írta születésének dátumát.